# Hof (Bergeijk)
Het Hof in Bergeijk geldt als de hoofdkern van de gemeente.
Het Hof is daarnaast ook de naam van het centrumplein, met daarop de eeuwenoude Hofkerk.
Het Hof vormde voor 1997 (de gemeentelijke herindeling) samen met de Weebosch en Loo het voormalig Bergeyk.
Hoofdplaats: Bergeijk      Dorpen: Loo · Luyksgestel · Riethoven · Weebosch · Westerhoven

Buurtschappen: Boshoven · Boscheind · Braambosch · Broekhoven · De Aa · De Rund · Eind · Heiereind · Hooge Berkt · Lage Berkt · Loveren · Muggenhool · Rijt · Sengelsbroek · Spaanrijt · Voort · Walik · Witrijt

Noord-Brabant: Steden en dorpen      Nederland: Provincies · Gemeenten